# Desa Cipeuyeum
Desa Cipeuyeum är en administrativ by i Indonesien.   Den ligger i provinsen Jawa Barat, i den västra delen av landet, 80 km sydost om huvudstaden Jakarta. Desa Cipeuyeum ligger vid sjön Waduk Cirata.